# Rivière Chouart
Rivière Chouart är ett vattendrag i Kanada.   Det ligger i provinsen Québec, i den sydöstra delen av landet, 270 km norr om huvudstaden Ottawa.
I omgivningarna runt Rivière Chouart växer i huvudsak blandskog. Trakten runt Rivière Chouart är nära nog obefolkad, med mindre än två invånare per kvadratkilometer.